# Myrmeleon (Myrmeleon) angustatus
Myrmeleon (Myrmeleon) angustatus is een insect uit de familie van de mierenleeuwen (Myrmeleontidae), die tot de orde netvleugeligen (Neuroptera) behoort. 
Myrmeleon (Myrmeleon) angustatus is voor het eerst wetenschappelijk beschreven door Navás in 1921.